# Distretto di Mitte (Stoccarda)
Il distretto di Mitte è un distretto di Stoccarda.